# Liuixalus feii
Liuixalus feii es una especie de anfibio anuro de la familia Rhacophoridae.

## Distribución geográfica
Es endémica de la provincia de Cantón (China).